# Fokalna segmentalna glomeruloskleroza
Fokalna segmentalna glomeruloskleroza je bolest bubreg, uzrok nefrotskog sindroma ili asimptomatske proteinurije kod djece i odraslih. 

## Patofiziologija i patologija
Etiologija ili incijalni mehanizam nastanka bolesti je još velikim dijelom nepoznat, osim u određenim slučajevima bolesti uzrokovanih virusima. Primarni patofiziolški proces je oštećenje u blizini ili izravno podocita, brisanje nastavka nožica, proliferacija mezangija, endotelnih i epitelnih stanica u ranoj fazi, nakon koje slijedi smanjivanje i kolaps glomerularnih kapilara, te na kraju nastanak ožiljka (skleroza - nakupljanje kolagena tip IV, a ponekad hijalinoza - nakupljanje hijalina). Karakteristična lezija je segmentalna solidifikacija glomerula, najčešće perihilarne regije, a ponekad i perifernije, uključujući i tubule. Stupanj oštećenja različite je za pojedina područja u bubregu, od normalnih nezahvaćenih glomerula do segmentalne, te konačne globalne glomeruloskleroze. 
Postoji određeni podtipovi bolesti, koji se morfološki razlikuju.

### Podjela
Primarni (idopatski) oblici fokalne segmentalne glomeruloskleroze (FSGS):
- podtipovi FSGS:
  - kolapsni oblik
  - stanična varijanta (endokapilarna i ekstrakapilarna hipercelularnost)
  - FSGS s mezangijalnom hipercelularnošću
  - FSGS s lezijom glomerularnog vrha
  - bez osobitosti
- udržena s hijalinozom
- progresija iz glomerulonefritisa minimalne lezije
- progresija iz IgM nefropatije
- progresija iz mezangioproliferativnog glomerulonefritisa
- superponirajući na ostale primarne glomerulonefritise

Sekundarni FSGS uzrokovan npr.:
- virusima - npr. hepatitis B virus, HIV
- zlouporabom droga - intravenozno heroin
- hemodinamski faktorima 
  - sa smanjenom bubrežnom masom - npr. renalna displazija, renalna ageneza, oligomeganefronija, segmentala hipoplazija, vezikoureteralni refluks
  - bez smanjene bubrežne mase - npr. kongenitalna cijanotična srčana bolest, nefropatija anemija srpastih stanica
- malignom bolesti - limfomi
- ostali - npe. sarkoidoza, Alportov sindrom

## Simptomi
Bolest se najčešće prezentira simptomi karakterističnim za nefrotski sindrom, kao što su generalizirani edemi dok u laboratorijskim nalazima je proteinurija, hipoalbuminemija i hiperlipidemija. Često slučajni nalaz proteinurije može biti prvi znak FSGS. U težim slučajevima bolest se prezentira teškim zatajenjem bubrega uz simptome uremije (npr. povraćanje, mučnina, krvarenje). Za potvrdu bolesti potrebno je biopsijom bubrega utvrditi mikroskopske promjene na bubregu karakteristične za bolest.

## Liječenje
Specifično liječenje primarne bolesti je empirijsko, te se najčešće kortikosteroidi. Pojedine varijante bolesti reagiraju nejednako na terapiju, te je prognoza vrlo različita. U liječenju bolesti koristi i poseban režim prehrane, te lijekovi koji liječe posljedice bolesti kao što su npr. diuretici, ACE inhibitori, blokatori angiotenzinskih receptora, hipolipemici i ostali antihipertenzivi.